# Thymus fontqueri
Thymus fontqueri — вид рослин родини глухокропивові (Lamiaceae), Ендемік північного сходу Іспанії.

## Опис
Напівчагарник до 10 см заввишки, лежачий. Стебла зазвичай запушені. Листки 5–11 × 1–2 мм, еліптичні або ланцетні звужені при основі, гладкі. 
Суцвіття ≈15 мм. Приквітки ≈7 × 2.5 мм, подібні до листків або дещо ширші. Чашечка 4–5 мм; трубка ≈2 мм, з волосками на жилках. Вінчик ≈8 мм, зазвичай білуваті, іноді рожевий. Пиляки пурпурного кольору. Горішки 0.6–0.8 мм, кулясті, світло-коричневі. 2n = 56.

## Поширення
Ендемік північного сходу Іспанії.
Населяє трав'яні й відкриті чагарникові місцевості, росте на піщаних, глинистих і кам'янистих субстратах, на еоцен-олігоценових мергелях; на висотах 460—1720 м н.р.м.